# Urania (collana)
Urania (inizialmente edita col nome I romanzi di Urania) è una collana editoriale italiana di fantascienza nata nel 1952, la più nota e longeva nell'ambito del genere in Italia.
Pubblicata da più di 70 anni, il suo ruolo nella diffusione della letteratura fantascientifica tra gli italiani è rilevante: molti scrittori di fantascienza come Asimov, Ballard, Dick, Le Guin e altri furono pubblicati per la prima volta in questi libri dal cerchio rosso in copertina.
La collana ha inoltre istituito un noto premio letterario per autori italiani di fantascienza, che ha scoperto e lanciato vari scrittori.

## Storia

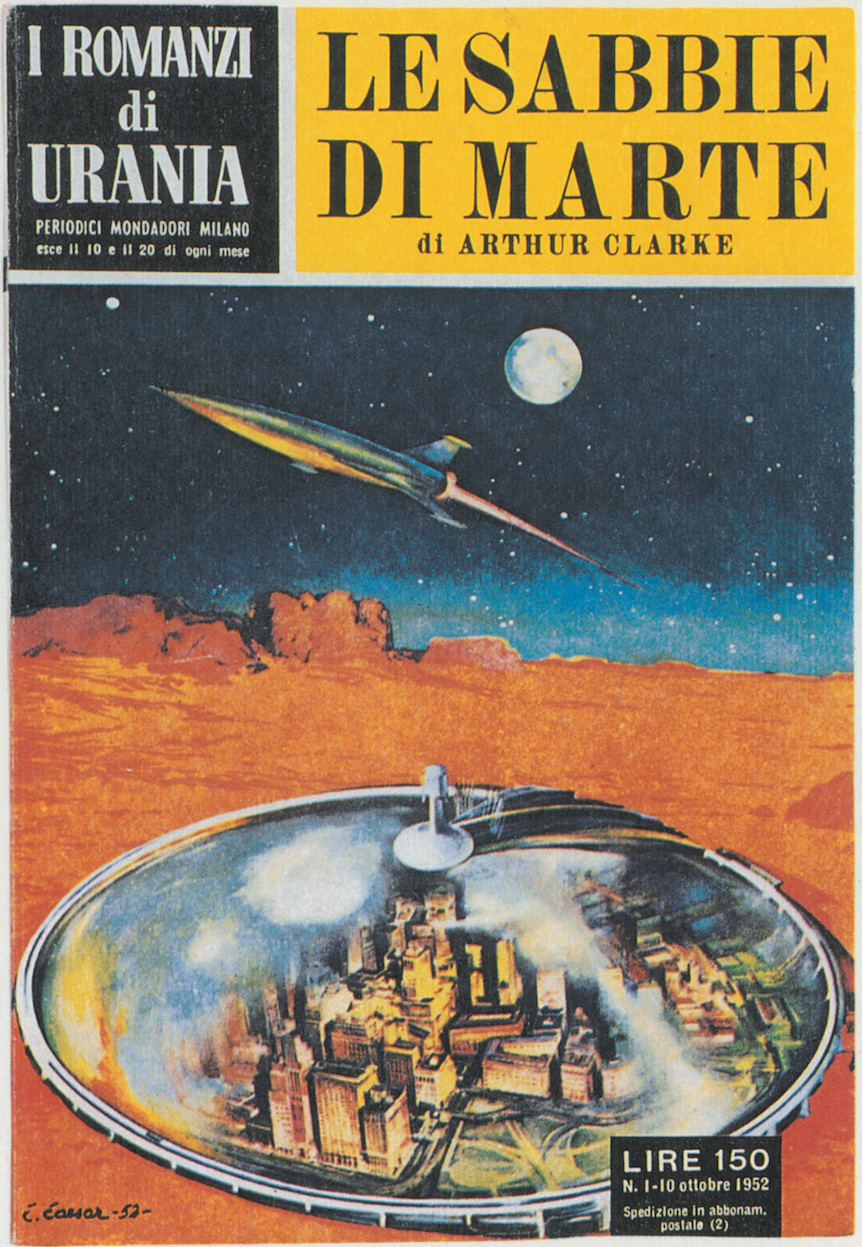
Copertina del primo numero della serie I romanzi di Urania: Le sabbie di Marte di Arthur C. Clarke esce in edicola il 10 ottobre 1952.

Nel 1952 la casa editrice Mondadori lanciò contemporaneamente con questo nome una rivista di racconti di fantascienza e una collana di romanzi  (I romanzi di Urania), ispirandosi per il nome a Urania, la musa dell'astronomia. La rivista traeva il proprio materiale soprattutto dalla rivista statunitense Galaxy Science Fiction e concluse le pubblicazioni dopo soli 14 numeri , così il nome rimase legato ai romanzi, che invece incontrarono subito i favori del pubblico: il primo dei Romanzi di Urania, Le sabbie di Marte di Arthur C. Clarke, uscì in edicola il 10 ottobre 1952.

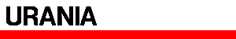
Il logo storico della collana Urania, usato per quasi trent'anni, dal n. 458 del 1967 al n. 1284 del 1996

Nata per alternarsi ogni dieci giorni con la rivista (usciva il 10 e il 20 di ogni mese), la testata I romanzi di Urania veniva pubblicata inizialmente ogni decade poi, per un breve periodo, divenne settimanale (1955–1956) e quindi quattordicinale, finché nel 1957 prese il semplice nome di Urania. Rimase quattordicinale fino al n. 766 (1979), allorché ridiventò settimanale, con una tiratura mensile che arrivava a sfiorare le 100 000 copie. Tornò quattordicinale con il n. 896 (1981) fino al 2004, quando l'uscita divenne mensile. Sotto la testata di Urania venne altresì ripresa occasionalmente la pubblicazione di racconti brevi, sotto forma di antologie o in appendice al romanzo principale. Dal 2014 le prime uscite di romanzi inediti in italiano sono state ulteriormente dimezzate, alternandosi con le ristampe.
Nel corso degli anni, Urania ha dato vita a numerose collane "figlie", serie parallele che propongono altre forme espressive della fantascienza, come i fumetti o i romanzi tratti da videogiochi. Altre collane, invece, ristampavano semplicemente romanzi famosi apparsi anni prima sulla serie "madre" e considerati dei classici.
Per alcuni anni la collana è stata distribuita anche in libreria (fino al 1998 col n. 1348).
Il ruolo di Urania nella lettura fantascientifica degli italiani - malgrado una rigida programmazione editoriale dello sviluppo in termini di pagine che comportava tagli anche non indifferenti del testo originale - è considerato rilevante: molti autori come Isaac Asimov, Ballard, Dick e tanti altri furono pubblicati per la prima volta in questi libri dal cerchio rosso in copertina (la cui parte grafica è stata per lunghissimo tempo curata da Karel Thole). La distribuzione come rivista e non come collana, d'altronde, ha costantemente reso difficile l'accessibilità nel tempo alle opere ivi pubblicate, data la difficoltà di reperire i numeri arretrati per i quali è fiorito un mercato dell'usato.
Sotto la direzione di Giorgio Monicelli nel 1961 Urania pubblicava anche una piccola parte di opere di autori italiani, seppure solo sotto pseudonimi o con nomi non immediatamente riconducibili all'italiano (come L. R. Johannis). In seguito non vennero più pubblicati autori italiani per 35 anni, fino al 1989 quando la collana ha istituito un omonimo concorso letterario, il Premio Urania, riservato a opere inedite di fantascienza italiana, che prevede la pubblicazione del romanzo vincitore, lanciando in questo modo vari autori, ad esempio  Luca Masali, Valerio Evangelisti, Francesco Verso.

### Curatori
Il primo curatore di Urania fu Giorgio Monicelli, dal 1952 fino al 1961. Monicelli abbandonò per dissidi con lo zio Arnoldo Mondadori e per problemi di salute; la gestione rimase affidata per 12 numeri ad Andreina Negretti, in redazione dal 1958, fino all'avvento di Carlo Fruttero e poi di Franco Lucentini, che affiancò Fruttero dal 1964 e con cui curò la collana per oltre un ventennio. Dopo l'uscita di Monicelli vennero pubblicati esclusivamente autori non italiani (celebre rimase la frase di Fruttero al riguardo: "Un disco volante non può atterrare a Lucca"). La loro gestione, inoltre, rimase controversa a causa di numerose scelte arbitrarie all'interno della serie, escludendo autori importanti del genere in favore di altri ritenuti più commerciabili, per le traduzioni giudicate non all'altezza e soprattutto effettuando pesanti censure e editando vistosamente numerosi volumi, tanto per adattare i contenuti alla morale dell'epoca quanto per ridurre il testo facendolo entrare nella normale lunghezza media del singolo volume. Vi furono molti casi clamorosi, tra cui L'occhio nel cielo di Philip K. Dick che venne ridotto di un terzo, o Fanteria dello spazio di Robert A. Heinlein che venne ridotto di circa la metà. In alcuni casi Lucentini stesso arrivò a far riscrivere persino i finali di alcune opere, come quello del racconto Il piccolo assassino o del romanzo Il sole nudo di Isaac Asimov.
Nel 1985, superato da poco il millesimo numero, subentrò Gianni Montanari, il quale propose autori contemporanei e soprattutto eliminò le ristampe che erano contrassegnate dall'etichetta "I capolavori". Montanari introdusse il Premio Urania e ciò permise di pubblicare nuovamente, dopo quasi 30 anni di soli autori stranieri, anche opere di scrittori italiani.
Dal 1990 alla sua scomparsa nel 2018 la collana è stata curata da Giuseppe Lippi, che ha collaborato a perseguire le modifiche delle linee editoriali nonché a ripubblicare integralmente molti dei volumi incompleti della direzione di Fruttero e Lucentini. Dal 2004 la testata ha dimezzato le sue uscite divenendo mensile. Nei primi mesi del 2013 (a partire dal n.1592 di marzo 2013) sono state reintrodotte nella collana le ristampe contrassegnate con l'etichetta "I capolavori", che a partire dal n. 1603 (febbraio 2014) si alternano alle prime uscite, riducendo i romanzi in prima edizione italiana a sei all'anno.
Dal 2018 la figura del curatore è stata assorbita da quella dell'editor di collana, nella persona di Franco Forte, che è anche direttore responsabile di Urania e di tutte le testate collegate.

### Copertine
Disegnate inizialmente da Kurt Caesar, Carlo Jacono e Luigi Garonzi, dal 1960 le copertine di Urania furono affidate a Karel Thole, un illustratore olandese trasferitosi a Milano proprio in quegli anni, il quale vi lavorò ininterrottamente per decenni contribuendo in maniera sostanziale al periodo d'oro della testata. In copertina dal 1964 comparve il cerchio rosso, l'oblò lunare voluto da Anita Klinz, l'art director della Mondadori, che divenne un simbolo facilmente riconoscibile della collana. 
Dal 1988 al 1991 le copertine della collana furono affidate al disegnatore spagnolo Vicente Segrelles, per poi passare all'argentino Oscar Chichoni nel 1992.
Nel 1996 la collana cambiò completamente veste grafica e formato: le copertine non erano più curate da un unico illustratore, ma si alternavano vari nomi, come Maurizio Manzieri (fino al 1999), Massimo Resostolato e Jacopo Bruno (fino al 2000), o Franco Brambilla.
Nel 2001 la collana ha cambiato di nuovo veste grafica e le copertine da allora sono curate principalmente da Franco Brambilla che dal 2000 realizza ogni mese due o tre illustrazioni per le varie collane, anche se nei primi anni 2000 non mancano firme come Cesare Croce, Pierluigi Longo e Paolo Barbieri.
Il numero 1322, nel 1997, che festeggiava i 45 anni di Urania, riportò una modificata e aggiornata versione di un disegno di Karel Thole apparso sul numero 368 (1965).
Il numero 1369, nel 1999, ha visto un ritorno dell'illustratore Carlo Jacono (la sua ultima copertina di Urania era stata per il numero 264 del 1961).

### Veste grafica
La collana Urania è stata caratterizzata, nel corso degli anni, da alcune modifiche nella veste grafica.
- Dal n. 1 al n. 152 - Caratterizzati dalla costa bianca, questi numeri hanno il titolo "I romanzi di Urania".
- Dal n. 153 al n. 172 - Mantengono la costa bianca, ma inizia la denominazione semplice di "Urania".
- Dal n. 173 al n. 272 - Sono caratterizzati dalla costa rossa.
- Dal n. 273 al n. 280 - Identici ai precedenti, si riduce però il formato a quella che sarà la dimensione fissa fino al n. 1285.
- Dal n. 281 al n. 335 - Cambia la copertina: "Urania" è scritto in un rombo in alto a sinistra e l'immagine di copertina è inscritta in un quadrato.
- Dal n. 336 al n. 457 - Simile ai precedenti, l'immagine però è inscritta in un cerchio.
- Dal n. 458 al n. 1284 - Forma "classica" e più conosciuta degli Urania: sfondo bianco, "Urania" scritto in nero in alto a sinistra e l'immagine in un cerchio.
- Dal n. 1285 al n. 1387 - Si riduce il formato e cambia il logo di "Urania". L'immagine è un'elaborazione grafica su sfondo nero.
- Dal n. 1388 al n. 1409 - Cambia di nuovo il logo "Urania": l'immagine prende tutto lo spazio e appare un codice a barre in alto a destra.
- Dal n. 1410 al n. 1586 - La scritta "Urania" è scritta in nero dentro una fascia arancione in alto. Lo sfondo è bianco e l'immagine è inscritta in un cerchio al centro. Nel giugno e luglio del 2002 la fascia rossa del titolo è stata stampata in oro per commemorare il fatto di aver vinto il Premio Italia di fantascienza quale miglior collana. Per celebrare il 1500° numero la banda è stata stampata in colore azzurro, mentre nel numero 1505, la banda è stata stampata in verde per sottolineare l'eccezionalità del titolo proposto (l'inedito di Robert Heinlein A noi vivi).
- Dal n. 1587 in poi - Formato simile al "classico": sfondo bianco, "Urania" scritto in nero in alto centrato sopra una banda stretta rossa, immagine in un cerchio bordato di rosso.

## Collane "figlie"
Nel corso degli anni, Urania ha dato vita a collane "figlie": serie parallele che propongono altre forme espressive della fantascienza, come i fumetti o i romanzi tratti da videogiochi. Altre collane, invece, ristampavano semplicemente romanzi famosi apparsi anni prima sulla serie "madre". Ecco l'elenco delle serie "figlie":
- I Capolavori di Urania (7 numeri, dal 1963 al 1964; propriamente una sotto-collana con i numeri "bis" di Urania)
- Millemondi (dal 1971 in poi)
- Urania Doc Savage (18 numeri, dal 1974 al 1975)
- Urania Classici (309 numeri, dal 1977 al 2002)
- Biblioteca di Urania (12 numeri, da marzo 1978 a giugno 1983)
- Urania Blu (4 numeri, da aprile 1984 ad aprile 1985)
- Urania Fantasy (1ª serie di 79 numeri regolari e 5 numeri speciali, da giugno 1988 a novembre 1995; 2ª serie di 11 numeri, da agosto 2001 a ottobre 2008)
- Urania Argento (14 numeri, da marzo 1995 a febbraio 1996)
- Urania Speciali (dal 1998)
- Urania Jumbo (dal luglio 2013)
- Urania Fumetti (3 numeri, nel 2000)
- Urania Resident Evil (6 numeri, dal 2001 al 2002)
- Urania Collezione (dal 2003 in poi)
- Urania - Le grandi saghe (10 numeri, dal 10 luglio 2006 al 2009)
- Urania - Le grandi saghe fantasy (dal 10 luglio 2007)
- I Libri di Urania (34 numeri, dal dicembre 1992 al maggio 1996)
- Urania Horror (13 numeri, da luglio 2008 ad agosto 2017)
- Epix (15 numeri, da giugno 2009 a giugno 2010)